# Parafia Przemienienia Pańskiego w Twerze
Parafia Przemienienia Pańskiego w Twerze – rzymskokatolicka parafia znajdująca się w archidiecezji Matki Bożej w Moskwie, w Dekanacie Centralnym.
Parafia erygowana została w 1860 roku. W 1864 roku, w znacznej większości z własnych środków, miejscowy asesor Iwan Juchnowicz-Suchotskij wybudował kościół. Po rewolucji kościół został odebrany wiernym i używany był do celów niesakralnych. W 1974 roku resztki dawnego kościoła wyburzono. Początkiem lat 90. XX wieku parafia katolicka w Twerze odrodziła się, jednak nowy kościół parafialny został oddany do użytku dopiero w lutym 2003 roku. Według stanu na 2005 rok, wspólnota parafialna liczyła ponad 150 osób. 